# Université des sciences de la vie de Poznań
L’université des sciences de la vie de Poznań (en polonais Uniwersytet Przyrodniczy w Poznaniu), naguère École supérieure d'agriculture (Wyższa Szkoła Rolnicza) puis Académie d'agriculture August Cieszkowski de Poznań (Akademia Rolnicza im. Augusta Cieszkowskiego w Poznańiu) est l'ancienne faculté d'agronomie et de sylviculture de l'université de Poznań, rendue indépendante en 1951.